# ضفدع إيبيري
ضفدع إيبيري (الاسم العلمي: Rana iberica) (بالإنجليزية: Iberian frog)‏ هي نوع من البرمائيات يتبع جنس الضفدع الحقيقي من فصيلة الضفادع الجنوبية.